# Oregon Route 140
Az Oregon Route 140 (OR-140) Oregon leghosszabb országútja, amely kelet–nyugati irányban az Oregon Route 62 White Cityben található elágazása és a nevadai államhatár között halad.
Az út három szakaszból (Lake of the Woods Highway No. 270, South Klamath Falls Highway No. 424 és Warner Highway No. 431) áll, egyben a Klamath Falls–Lakeview Highway No. 20 része.

## Leírás
A nyomvonal White City déli határánál ágazik le a 62-es útról keleti irányban. Miután elhagyta a települést, két enyhébb északkeleti kanyarral Brownsboróba érkezik, majd délkeletre haladva a Felső-Klamath Nemzeti Tájvédelmi Körzet területén folytatódik. A szakasz a Lake of the Woods-i elágazás után egy éles délkeleti fordulóval Klamath Fallst megközelítve eléri az OR 66 elágazását, ahol kelet felé veszi az irányt, majd érinti a U.S. Route 97 csomópontját is.
Innen a pálya Southside Expressway néven gyorsforgalmi útként halad tovább, első, a Willamette-folyóig tartó szakaszán 2+1, később 2×1 sávon. A szakasz végén az OR 140 északra az Oregon Route 39-be torkollik, majd Altamont területén, a Klamath Közösségi Főiskola mellett fekvő deltaelágazásban válik le róla kelet felé; ezután Olene-ig délkeletre, majd északra és keletre halad.
Az útvonal egy északi kitérővel Beatty és Bly érintésével a Fremont Nemzeti Erdő területét is érinti, ahol a Drews-víztározó északi oldalán elhaladva újra keletre fordul, majd Lakeview-ba ér, ahol egy rövid északi szakaszon a U.S. Route 395-tel közös nyomon halad. Keletre kanyarodva az utolsó település Adel, mely után délkeleti irányban a nevadai határ következik; a túloldalon az út szintén a 140-es számot viseli.